# Jeremy Hollowell
Jeremy Hollowell (Cleveland, Ohio, 25 de febrero de 1994) es un baloncestista estadounidense que pertenece a la plantilla del Minas Tênis Clube del Novo Basquete Brasil. Con 2,03 metros de estatura, juega en la posición de alero.

## Trayectoria deportiva

### Universidad
Jugó dos temporadas con los Hoosiers de la Universidad de Indiana, en las que promedió 4,2 puntos y 2,7 rebotes por partido. En 2014 fue transferido a los Panthers de la Universidad Estatal de Georgia, donde tras cumplir el año de parón que impone la NCAA, jugó dos temporadas más, promediando 15 puntos y 5,4 rebotes por encuentro. En su última temporada fue incluido en el segundo mejor quinteto de la Sun Belt Conference.

### Profesional
Tras no ser elegido en el Draft de la NBA de 2017, sí lo fue en el Draft de la NBA Development League, donde los Erie BayHawks lo escogieron en la decimoctava posición. En su primera temporada como profesional promedió 8,6 puntos, 3,8 rebotes y 1,3 asistencias por partido.
El 5 de septiembre de 2024 firmó con el Minas Tênis Clube del Novo Basquete Brasil.